# Gustav Fehn
Gustav Fehn (Norimberga, 21 febbraio 1892 – Lubiana, 5 giugno 1945) è stato un generale tedesco della Wehrmacht durante la seconda guerra mondiale.

## Biografia

### I primi anni e la prima guerra mondiale
Fehn si unì all'esercito imperiale tedesco il 24 luglio 1911 come aspirante ufficiale del 67º reggimento di fanteria ed il 27 gennaio 1913 venne promosso tenente. Quando scoppiò la prima guerra mondiale, Fehn venne trasferito dapprima in riserva e poi nel 98º reggimento di fanteria dove fu promosso primo tenente il 18 aprile 1916. Prestò servizio come comandante di compagnia e nel gennaio 1917 fu anche temporaneamente vice comandante del 2º e del 3º battaglione del suo reggimento. All'inizio di marzo del 1917 divenne aiutante di reggimento e nel dicembre 1917 venne per breve tempo incluso nello staff della 207ª divisione di fanteria per poi essere trasferito nuovamente al 98º fanteria ed infine all'89º fanteria. Per il suo impegno nel primo conflitto mondiale, ottenne entrambe le classi della croce di ferro, venne insignito del distintivo in ferro per feriti, della croce anseatica di Amburgo e della croce di Federico Augusto di I classe.
Dopo la fine della guerra, Fehn venne riassegnato al 98º reggimento di fanteria all'inizio del mese di gennaio 1919 e quando l'unità venne smobilitata, si unì ai Freikorps. Venne accettato nel Reichswehr nell'ottobre del 1919 e venne inizialmente assegnato all'8º reggimento fucilieri, passando poi al 12º reggimento di fanteria. Trasferito al 12º reggimento di cavalleria, completò il proprio addestramento come assistente di comando e venne assegnato allo staff della 4ª divisione. Il 1º ottobre 1922 venne riassegnato al 12º reggimento di fanteria e dal 1º gennaio 1923 venne promosso capitano. Il 1º ottobre 1923 venne trasferito nella 13ª compagnia del 4º reggimento di fanteria fino a quando non tornò al 12º reggimento di fanteria il 1º ottobre 1924, prestando servizio nell'ufficio personale. Il 1º maggio 1927, Fehn venne nominato comandante della 15ª compagnia di questo reggimento e nella primavera del 1929 venne assegnato al comando della 6ª compagnia. Il 1º ottobre 1932 venne trasferito al 5º reggimento di cavalleria di stanza a Belgrado. Successivamente Fehn venne promosso al grado di maggiore il 1º aprile 1933 e venne inviato alla scuola di formazione della fanteria a Dresda dove servì come insegnante dal 1935. Il 1º dicembre 1935 venne nominato tenente colonnello e venne assegnato come comandante del 1º battaglione del 33º reggimento di fanteria; il 12 ottobre 1937 venne trasferito allo stato maggiore del suo reggimento ed il 1º aprile 1938 venne infine promosso colonnello. Il 1º aprile 1939 divenne comandante del 33º reggimento di fanteria.

### La seconda guerra mondiale
Con l'inizio della seconda guerra mondiale e l'invasione della Polonia, Fehn prese parte all'operazione. Negli anni successivi guidò il suo reggimento nella campagna sul fronte occidentale. Dopo aver rinunciato al comando attivo, venne promosso al grado di maggiore generale il 1º agosto 1940. Il 5 agosto 1940, venne insignito della croce di cavaliere della Croce di Ferro per i suoi successi nella campagna militare in corso.
Il 25 novembre 1940, Fehn rilevò il comando della 5ª Panzerdivision da Joachim Lemelsen, con la quale fu impegnato nella primavera del 1941 nella campagna dei Balcani. Alcune unità della sua divisione vennero impiegate nella battaglia aerea per la conquista dell'isola di Creta, in Grecia. Nell'autunno del 1941 la sua divisione venne trasferita sul fronte orientale per l'attacco all'Unione Sovietica. Il 7 luglio 1942 venne insignito della croce tedesca in oro.
Fehn servì nel Deutsches Afrikakorps dal novembre 1942 al gennaio 1943, nel LXXVI.Panzerkorps dal luglio all'agosto 1943, nel XXI.Armeekorps dall'ottobre 1943 al luglio 1944 e infine comandò l'XV corpo di montagna nei Balcani fino alla sua resa ai partigiani titini che lo giustiziarono senza processo il 5 giugno 1945 assieme ai generali Werner von Erdmannsdorff e Friedrich Stephan.